# This Is the Last Time
This Is the Last Time – utwór skomponowany przez angielskie trio rockowe Keane. Singiel został zrealizowany 13 października 2003 roku jako druga komercyjna piosenka zespołu, najpierw tworzony przy współpracy z Fierce Panda Records, natomiast od 2004 z aktualną wytwórnią grupy – Island Records.
Jest to również 2 utwór z wydanej w 2004 roku płyty "Hopes and Fears". Singiel stał się wielkim hitem, mimo iż osiągnął tylko pozycję #18 na notowaniu UK Singles Chart.

## Wydania

### Fierce Panda CD Single
Numer albumu: NING147CD
1. "This Is the Last Time"
2. "Allemande"
3. "Can't Stop Now"

### Island CD Single
Numer albumu: CID880
1. "This Is the Last Time"
2. "She Opens Her Eyes"
3. "This Is the Last Time" (Demo)
4. "This Is the Last Time" (video)

### Island Limited Edition DVD
Numer albumu: CIDV880
- "Somewhere Only You Know" (wersja ukryta)
- "We Might as Well Be Strangers" (Live at Villiers Theatre), Londyn, 5 lutego 2004.
- "This Is the Last Time" (Live at Irving Plaza), Nowy Jork, 29 września 2004.
- Fotogaleria + "This Is the Last Time" video.

### UK 7" Vinyl
Numer albumu: IS880
1. "This Is the Last Time"
2. "She Opens Her Eyes"

## Listy przebojów
| Lista                 | Osiągnięta pozycja |
| Dutch Top 40          | #3                 |
| Euro Top 20           | #12                |
| UK Download Chart     | #15                |
| UK Singles Chart      | #18                |
| Italian Singles Chart | #37                |
| Irish Singles Chart   | #43                |